# تیم ملی فوتبال عراق
تیم ملی فوتبال عراق (به عربى: منتخب العراق لكرة القدم) نماینده فوتبال کشور عراق در مسابقات بین‌المللی است. این تیم مجموعه‌ای است از بهترین بازیکنان رشته فوتبال در عراق و زیر نظر فدراسیون فوتبال این کشور فعالیت می‌کند. این تیم توانست قهرمان جام ملت‌های آسیا در سال ۲۰۰۷ شود.
عراق یک بار در سال ۱۹۸۶ میلادی در جام جهانی فوتبال حاضر بوده‌است. این تیم هر سه مسابقه خود را باخت.
بازی‌های باشگاهی عراق سوپر لیگ عراق نام دارد.
بزرگ‌ترین افتخار آن‌ها راهیابی به جام جهانی ۱۹۸۶ مکزیک است. البتٌه نمی‌توان قهرمانی جام ملٌت‌های آسیا در سال ۲۰۰۷ با آن همه تیم سرشناس و قدرتمند از جمله ایران و عربستان سعودی و استرالیا و ژاپن و کرهٔ جنوبی و مشکلات ناشی از جنگ در عراق را از خاطره‌ها برد. این تیم چندین بار در رده‌های سنٌی مختلف آسیا قهرمان شده و چندین بار به فوتبال المپیک صعود کرده‌است. آن‌ها حتٌی یک مقام جهانی هم در فوتبال جهان دارند آن‌ها شگفتی ساز بازی‌های فوتبال المپیک آتن یونان نیز شدند و به یک مقام چهارمی دست یافتند.
تیم ملی فوتبال عراق از سوی مجله بین‌المللی ورلدساکر چاپ انگلیس برترین تیم فوتبال در سال ۲۰۰۷ انتخاب شد.

## نتایج در جام ملت‌های آسیا
نتایج تیم ملی عراق در جام ملت‌های آسیا به این شرح است:
- ۱۹۵۶ تا ۱۹۶۸ حضور نیافت.
- ۱۹۷۲ ششم
- ۱۹۷۶ چهارم
- ۱۹۸۰ تا ۱۹۸۸ حضور نیافت.
- ۱۹۹۲ راه نیافت.
- ۱۹۹۶ ششم
- ۲۰۰۰ هشتم
- ۲۰۰۴ هشتم
- ۲۰۰۷ یکم
- ۲۰۱۱ هشتم
- ۲۰۱۵ چهارم
- ۲۰۱۹ یازدهم
- ۲۰۲۳ دوازدهم

## تاریخچه

### جام جهانی ۱۹۸۶
فوتبال عراق تا پیش از پایان دههٔ هفتاد میلادی چندان توفیقی نداشت ولی دههٔ هشتاد اوج فوتبال عراق بود.
حمایت مالی صدام حسین و پسرش عدی که رئیس کمیتهٔ ملی المپیک و همچنین رئیس فدراسیون فوتبال عراق بود تیم ملی عراق را به جام جهانی ۱۹۸۶ مکزیک رهنمون ساخت.

### المپیک آتن
اوج درخشش فوتبال عراق رسیدن به مقام چهارم المپیک آتن در سال ۲۰۰۴ میلادی بود. عراقی‌ها در آن سال با رهبری عدنان حمد و با پیروزی بر پرتغال و کاستاریکا و همچنین استرالیا به این مهم دست یافتند.
البته تیم عراق از صعود به مرحله بعدی بازیهای مقدماتی جام جهانی ۲۰۱۰ بازماند. این تیم در آخرین بازی در مقابل قطر شکست خورد بازی که به گفته‌ای مردم عراق یک بازی سیاسی بود و از قبل برنده‌ای بازی مشخص شده بود. تیم قطر با وجود یک بازیکن برزیلی در بازی اول که در قطر در مقابل عراق انجام داده بود از هیچ محرومیتی از سوی فیفا مواجه نشد.

### لیگ فوتبال عراق
لیگ فوتبال عراق شامل ۲۴ تیم است. سه گروه بغداد و شمال و جنوب عراق این لیگ را تشکیل می‌دهند و در گروه بغداد ۱۰ تیم دو گروه مجزا و در گروه شمال و جنوب هم ۱۴ تیم هر کدام ۷ تیم حضور دارند.
تیم فوتبال ألزٌوراء پر افتخارترین تیم این کشور است و رکورددار تعداد قهرمانی در لیگ این کشور محسوب می‌شود.

## سرمربی‌های فوتبال عراق از ابتدا تاکنون
- ضیاء حبیب (۱۹۵۱)
- اسماعیل محمد (۱۹۵۷)
- شوقی عبود (۱۹۵۹)
- هادی عباس (۱۹۵۹)
- شوقی عبود (۱۹۶۳–۱۹۶۴)
- عادل بشیر (۱۹۶۴)
- شوقی عبود (۱۹۶۵)
- عادل بشیر (۱۹۶۶)
- جلیل شهاب (۱۹۶۷)

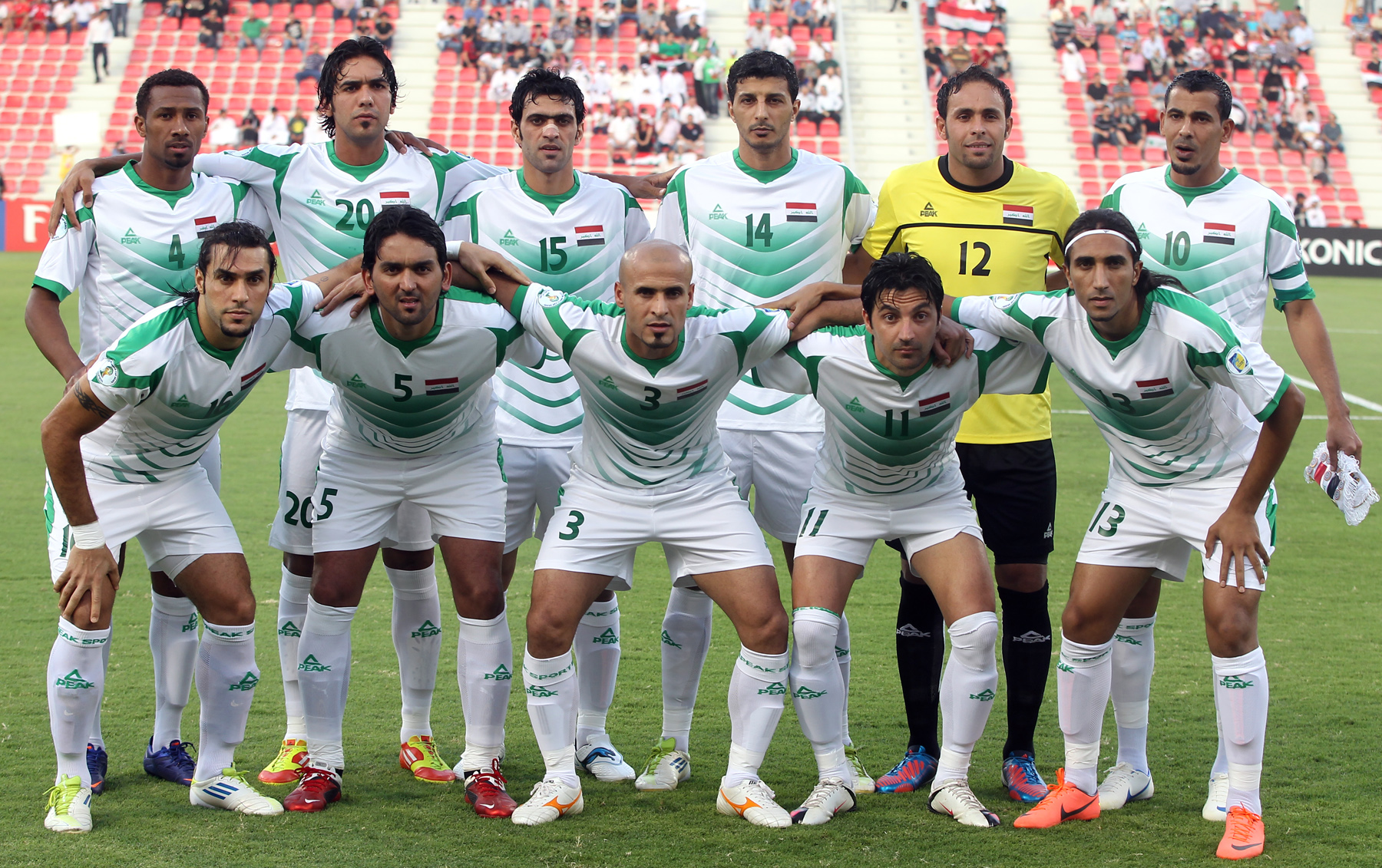
تیم ملی فوتبال عراق در سال ۲۰۱۲ میلادی

- عبد الاله محمد حسن (۱۹۶۸)
- عادل بشیر (۱۹۶۸)
- کوکیزا (۱۹۶۹)
- د۰ یوری (۱۹۶۹–۱۹۷۱)
- عادل بشیر (۱۹۷۱–۱۹۷۲)
- عبد الاله محمد حسن (۱۹۷۲)
- تالاکی (۱۹۷۳)
- ثامر محسن (۱۹۷۳)
- واثق ناجی (۱۹۷۴)
- ثامر محسن (۱۹۷۴)
- واثق ناجی (۱۹۷۵)
- دانی ماکلنن (۱۹۷۵–۱۹۷۶)
- غاغا (کاکا) (۱۹۷۶–۱۹۷۸)
- عمو بابا (۱۹۷۸–۱۹۸۰)
- واثق ناجی (۱۹۸۰)
- انور جسام (۱۹۸۰)
- فویا (۱۹۸۱)
- دکلص عزیز (۱۹۸۱)
- عمو بابا (۱۹۸۱–۱۹۸۴)
- اکرم احمد سلمان (۱۹۸۵)
- واثق ناجی (۱۹۸۵)
- جورج فییرا (۱۹۸۵)
- ایدو (۱۹۸۶)
- ایفرستو (۱۹۸۶)
- اکرم احمد سلمان (۱۹۸۶)
- عمو بابا (۱۹۸۷–۱۹۸۸)
- د۰جمال صالح (۱۹۸۸)
- عمو بابا (۱۹۸۸–۱۹۸۹)
- د۰جمال صالح (۱۹۸۹)
- انور جسام (۱۹۸۹–۱۹۹۰)
- یوری موروزوف (۱۹۹۰)
- عدنان درجال (۱۹۹۲–۱۹۹۳)
- عمو بابا (۱۹۹۳)
- عمو بابا (۱۹۹۶)
- یحیی علوان (۱۹۹۶–۱۹۹۷)
- ایوب اودیشو (۱۹۹۶–۱۹۹۷)
- عمو بابا (۱۹۹۷)
- اکرم احمد سلمان (۱۹۹۸)
- ناجح حمود (۱۹۹۹)
- عدنان حمد (۲۰۰۰)
- میلان جیفادینوفتش (۲۰۰۰–۲۰۰۱)
- عدنان حمد (۲۰۰۱)
- رودولف بیلین (۲۰۰۱)
- عدنان حمد (۲۰۰۲)
- برند شتانکه (۲۰۰۲–۲۰۰۴)
- عدنان حمد (۲۰۰۴)
- اکرم احمد سلمان (۲۰۰۵–۲۰۰۷)
- جوروان ویرا (۲۰۰۷)
- ایغل اولسن (۲۰۰۷–۲۰۰۸)
- عدنان حمد (۲۰۰۸)
- جوروان ویرا (۲۰۰۸)
- بورا میلوتینویچ (۲۰۰۹)
- ناظم شاکر (۲۰۰۹–۲۰۱۰)
- ولفگانگ سیدکا (۲۰۱۰–۲۰۱۱)
- زیکو (۲۰۱۱–۲۰۱۲)
- حکیم شاکر (۲۰۱۲–۲۰۱۳)
- ولادیمیر پتروویچ (۲۰۱۳)
- حکیم شاکر (۲۰۱۳–۲۰۱۴)
- راضی شنیشل (۲۰۱۴–۲۰۱۵)
- اکرم احمد سلمان (۲۰۱۵)
- یحیی علوان (۲۰۱۵–۲۰۱۶)
- عبدالغنی شهد (۲۰۱۶)
- راضی شنیشل (۲۰۱۶–۲۰۱۸)
- سرچکو کاتانیتس (۲۰۱۸–۲۰۲۱)
- دیک ادووکات (۲۰۲۱)
- ژلیکو پتروویچ (۲۰۲۲)
- عبدالغنی شهد (۲۰۲۲)

## بازیکنان
این لیست شامل فهرست ۲۶ نفره بازیکنان دعوت شده برای شرکت در جام ملت‌های آسیا ۲۰۲۳ است.
دروازه‌بانان
جلال حسن
احمد باسل فاضل
فهد طالب
مدافعان
حسین علی حیدر
ریبین سولاقا
علی عدنان کاظم
فرانس بطرس
احمد یحیی
زیر تحسین
میرخاس دوسکی
آلان محی‌الدین
سعد ناطق
هافبک‌ها
احمد علی
ابراهیم بایش
بشار رسن
علی جاسم
دنیلو السعید
زیدان اقبال
اسامه رشید
منتظر ماجد
یوسف امین
امیر العماری
Akam Hashim
مهاجمان
مهند علی
علی الحمادی
ایمن حسین

## افتخارات
- قهرمانی در جام ملتهای آسیا ۲۰۰۷
- مدال طلای بازیهای آسیایی ۱۹۸۲
- مقام چهارم المپیک ۲۰۰۴
- صعود به جام جهانی ۱۹۸۶
- حضور در جام کنفدراسیون‌ها ۲۰۰۹
- قهرمان مسابقات فوتبال غرب آسیا ۲۰۰۲